# Frederic Forrest
Frederic Fenimore Forrest, Jr. (Waxahachie, 23 de dezembro de 1936 – Santa Mônica, 23 de junho de 2023) foi um ator norte-americano. Recebeu indicação ao Oscar de Melhor Ator Coadjuvante por sua interpretação no papel de Huston Dyer no drama musical The Rose, de 1979 e atuou como "Chef" no clássico épico de guerra Apocalypse Now lançado no mesmo ano.

## Morte
Forrest morreu em 23 de junho de 2023, aos 86 anos, em Santa Mônica.

## Filmografia

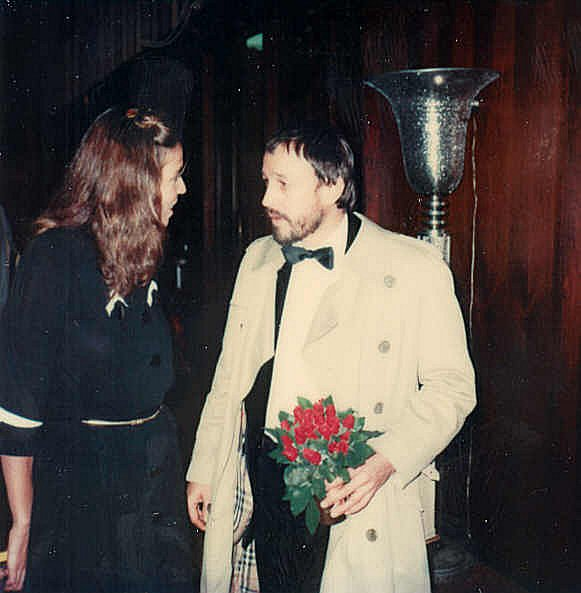
Forrest em 1979

| Ano  | Título                             | Papel                 |
| ---- | ---------------------------------- | --------------------- |
| 1967 | Dark Shadows                       | Cliente da Blue Whale |
| 1968 | The Filthy Five                    | Johnny Longo          |
| 1969 | Futz!                              | Sugford               |
| 1972 | When the Legends Die               | Tom Black Bull        |
| 1973 | The Don Is Dead                    | Tony Fargo            |
| 1974 | The Conversation                   | Mark                  |
| 1974 | Larry                              | Larry Herman          |
| 1974 | The Gravy Train                    | Rut                   |
| 1975 | Promise Him Anything               | Paul Hunter           |
| 1975 | Permission to Kill                 | Scott Allison         |
| 1976 | The Missouri Breaks                | Cary                  |
| 1978 | Ruby and Oswald                    | Lee Harvey Oswald     |
| 1978 | It Lives Again                     | Eugene Scott          |
| 1979 | Mrs. Columbo                       | Martin                |
| 1979 | Apocalypse Now                     | Jay "Chef" Hicks      |
| 1979 | Survival of Dana                   | Mr. Davis             |
| 1979 | The Rose                           | Huston Dyer           |
| 1982 | One From the Heart                 | Hank                  |
| 1982 | Hammett                            | Hammett               |
| 1983 | Who Will Love My Children?         | Ivan Fray             |
| 1983 | Valley Girl                        | Steve Richman         |
| 1983 | Saigon: Year of the Cat            | Bob Chesneau          |
| 1984 | The Parade                         | Matt Kirby            |
| 1984 | Calamity Jane                      | Wild Bill Hickock     |
| 1984 | Best Kept Secrets                  | Blaise Dietz          |
| 1984 | The Stone Boy                      | Andy Jansen           |
| 1985 | "Quo Vadis?"                       | Petronius             |
| 1985 | Right to Kill?                     | Richard Jahnke, Sr.   |
| 1985 | Return                             | Brian Stoving         |
| 1986 | Adventures of Huckleberry Finn     | Pap Finn              |
| 1986 | The Deliberate Stranger            | Det. Bob Keppel       |
| 1986 | Where are the Children?            | Courtney Parrish      |
| 1987 | Stacking                           | Buster McGuire        |
| 1987 | 21 Jump Street                     | Richard Jenko         |
| 1988 | Little Girl Lost                   | Tim Brady             |
| 1988 | Beryl Markham: A Shadow on the Sun | Raoul Schumacher      |
| 1988 | Tucker: The Man and His Dream      | Eddie                 |
| 1988 | Gotham                             | Father George         |
| 1989 | Lonesome Dove                      | Blue Duck             |
| 1989 | Margaret Bourke-White              | Erskine Caldwell      |
| 1989 | Valentino Returns                  | Sonny Gibbs           |
| 1989 | Cat Chaser                         | Nolen Tyner           |
| 1989 | Music Box                          | Jack Burke            |
| 1990 | The Two Jakes                      | Chuck Newty           |
| 1990 | Die Kinder                         | Lomax                 |
| 1992 | Twin Sisters                       | Delvaux               |
| 1992 | The Young Riders                   |                       |
| 1992 | Citizen Cohn                       | Dashiell Hammett      |
| 1992 | The Habitation of Dragons          | Leonard Tolliver      |
| 1992 | Rain Without Thunder               | Warden                |
| 1993 | Hidden Fears                       | Mike                  |
| 1993 | Falling Down                       | Nick, Nazi Surplus    |
| 1993 | Trauma                             | Dr. Judd              |
| 1993 | Precious Victims                   | Frank Yocom           |
| 1994 | Double Obsession                   | Paul Harkness         |
| 1994 | Against the Wall                   | Weisbad               |
| 1994 | Chasers                            | Duane                 |
| 1994 | Lassie                             | Sam Garland           |
| 1995 | One Night Stand                    | Michael Joslyn        |
| 1996 | Double Jeopardy                    | Jack                  |
| 1996 | Andersonville                      | Sgt. McSpadden        |
| 1997 | Crash Dive                         | Adm. Pendleton        |
| 1997 | The Brave                          | Lou Sr.               |
| 1997 | The End of Violence                | Ranger MacDermot      |
| 1997 | One of Our Own                     | Maj. Ron Bridges      |
| 1997 | Alone                              | Carl                  |
| 1998 | Implicated                         | Det. Luddy            |
| 1998 | Boogie Boy                         | Edsel Dundee          |
| 1998 | Murphy Brown                       | Kenny                 |
| 1998 | Point Blank                        | Mac Bradford          |
| 1998 | Whatever                           | Mr. Chaminski         |
| 1998 | Black Thunder                      | The Admiral           |
| 1998 | The First 9½ Weeks                 | David Millman         |
| 1999 | Shadow Lake                        | Roy Harman            |
| 1999 | Sweetwater                         | Alex (no presente)    |
| 2000 | Shadow Hours                       | Sean                  |
| 2000 | The Spreading Ground               | Det. Michael McGivern |
| 2000 | Militia                            | William Fain          |
| 2000 | A Piece of Eden                    | Paulo Tredici         |
| 2002 | The House Next Door                | Vernon Crank          |
| 2002 | Path to War                        | Earle Wheeler         |
| 2003 | The Quality of Light               | David                 |
| 2006 | All the King's Men                 | Pai Willie            |